# Pseudocentrum
Pseudocentrum – rodzaj roślin z rodziny storczykowatych (Orchidaceae). Obejmuje 17 gatunków występujących w Ameryce Południowej i Środkowej w Boliwii, Kolumbii, Kostaryce, na Dominikanie, Jamajce, w Ekwadorze, Panamie, Peru, Leeward Islands.

## Systematyka
Rodzaj sklasyfikowany do podplemienia Cranichidinae w plemieniu Cranichideae, podrodzina storczykowe (Orchidoideae), rodzina storczykowate (Orchidaceae), rząd szparagowce (Asparagales) w obrębie roślin jednoliściennych.
Wykaz gatunków
- Pseudocentrum alpinum Szlach. & Kolan.
- Pseudocentrum bursarium Rchb.f.
- Pseudocentrum cauliifolium Szlach. & Kolan.
- Pseudocentrum glabrum J.S.Moreno & P.A.Harding
- Pseudocentrum guadalupense Cogn.
- Pseudocentrum hirtzii Szlach. & Kolan.
- Pseudocentrum hoffmannii (Rchb.f.) Rchb.f.
- Pseudocentrum kayi Szlach. & Kolan.
- Pseudocentrum macrostachyum Lindl.
- Pseudocentrum magnicalcar Szlach. & Kolan.
- Pseudocentrum minus Benth.
- Pseudocentrum purdii Garay
- Pseudocentrum silverstonei Szlach. & Kolan.
- Pseudocentrum sphaerocorys Schltr.
- Pseudocentrum sylvicola Rchb.f.
- Pseudocentrum tandayapense Szlach. & Kolan.
- Pseudocentrum truncipetalum Szlach. & Kolan.